# Cireș

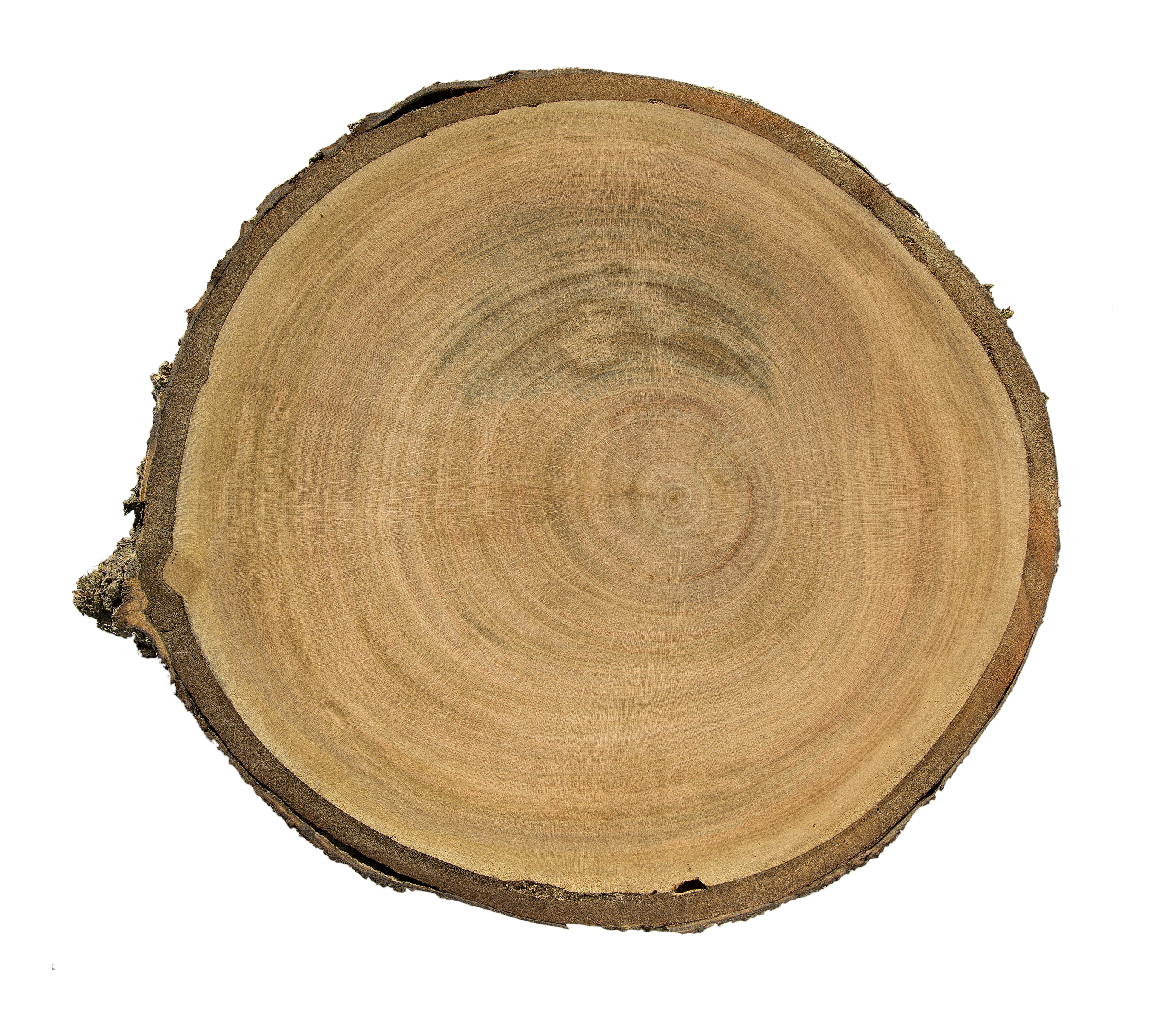
Prunus avium burlat - MHNT

Cireșul (Prunus avium L.) este un pom fructifer care face parte din genul Prunus din familia Rosaceae. Termenul avium provine din cuvântul latin avis (pasăre), denumire care se datorează faptului că cireșele sunt o hrană preferată de păsări.

## Morfologie
Cireșul este un arbore ce atinge înălțimea de 6-8 metri, mai rar ajungând să aibă 10 metri înălțime. Pomul are o coroană circulară, sferică, crengile sunt în general scurte și groase. Coaja cireșului este friabilă, de culoare cenușiu-roșcată. Ramurile tinere au la început scoarța netedă, urmând ca apoi să devină zgrunțuroasă. Frunzele sunt de formă ovală, alungită, zimțate pe margini și ascuțite la capăt. Lungimea frunzelor este de 6-15 cm, iar lățimea de 3,5-7 cm. Florile, de culoare albă, sunt grupate frecvent câte două sau câte patru, o floare având un diametru de 2,5-3,5 cm. Fructele pot fi de culori diferite, cu nuanțe de la roșu spre galben până la negru, având formă sferică sau elipsoidală, cu un diametru de 6-25 mm; în mijlocul fructului cărnos se află un sâmbure rotund, cu mărimea de 7-9 mm.

## Areal de răspândire
Cireșul în forma sălbatică este răspândit în regiunile submeridionale și temperate din Europa, Turcia, Caucaz, Transcaucazia până în nordul Iranului. Limita în Europa este paralela de 54° nord, spre est linia care unește localităție Minsk, Kursk, Voronej și Rostov, iar spre sud Asia Centrală de sud. Prin cultivare de către om apare acum în Africa de Nord, regiunea de est din America de Nord și Asia de Sud.

## Sistematică
- Prunus avium subsp. avium (cireșul sălbatic)
- Prunus avium subdpp. duracina
- Prunus avium subsp. juliana

## Proprietăți medicinale
Ceaiul din cozi de cireșe are efect antiinflamator și antiseptic, recomandându-se frecvent în tratamentul infecțiilor urinare (cistită, uretrită, pielonefrită și nefrite).